# إبراهيم جنان
إبراهيم جنان (ولد 1940، آرمينك [التركية], وتوفى 14 أكتوبر 2009، سانجاكتيبي) هو أستاذ إلهيات تركي وأكاديمي وكاتب. تخرج من كلية الإلهيات من جامعة أنقرة وحصل على شهادة الدكتوراه من جامعة السوربون في باريس. حصل على جائزة مؤسسة الثقافة القومية التركية سنة 1979 بعمله المسمى تربية الأطفال في البيت والمدرسة. وقد كان يعطى دروس الحديث للطلاب في كلية الإلهيات، وكان عضوًا في مجلس أمناء المجمع الثقافي العربي. تُوفِّي نتيجة حادث سير ودفن في مقبرة السلطان أيوب.

## كتبه
- «تربية الطفل في المنزل والمدرسة تبعا لرسول الله»[3]
- «شرح وترجمه مختصر الكتب الستة»
- «التربية في سنة حضرة الرسوب»
- «فتنة الشرف نكاح المتعة»
- «عصر التنظيمات في الإسلام»
- «عالم الصحابة»
- «الحقوق التي أعطها الله للأطفال»
- «أخلاقيات المجتمع في الإسلام»
- «خط السلام»
- «التعليم داخل العائلة»
- «القضية السنية والعلوية»
- «صباح الأزمة»
- «رسائل من حضرة إبراهيم»
- «أي حضاره»